# Karlsruher Sport-Club Mühlburg-Phönix 2022-2023
Questa voce raccoglie le informazioni riguardanti il Karlsruher Sport-Club Mühlburg-Phönix nelle competizioni ufficiali della stagione 2022-2023.

## Stagione
Nella stagione 2022-2023 il Karlsruhe, allenato da Christian Eichner, concluse il campionato di 2. Bundesliga al 7º posto. In Coppa di Germania il Karlsruhe fu eliminato al secondo turno dal Sandhausen.

## Rosa
| N. |                          | Ruolo | Calciatore           |
| -- | ------------------------ | ----- | -------------------- |
| 1  | Germania (bandiera)      | P     | Kai Eisele           |
| 2  | Germania (bandiera)      | D     | Sebastian Jung       |
| 3  | Giamaica (bandiera)      | D     | Daniel Gordon        |
| 4  | Germania (bandiera)      | D     | Florian Ballas       |
| 5  | Finlandia (bandiera)     | D     | Daniel O'Shaughnessy |
| 6  | Germania (bandiera)      | C     | Leon Jensen          |
| 7  | Svizzera (bandiera)      | A     | Simone Rapp          |
| 8  | Germania (bandiera)      | C     | Jérôme Gondorf       |
| 9  | Turchia (bandiera)       | A     | Malik Batmaz         |
| 10 | Germania (bandiera)      | C     | Marvin Wanitzek      |
| 11 | Corea del Sud (bandiera) | C     | Choi Kyoung-rok      |
| 14 | Danimarca (bandiera)     | A     | Mikkel Kaufmann      |
| 15 | Germania (bandiera)      | D     | Stephan Ambrosius    |
| 16 | Germania (bandiera)      | D     | Philip Heise         |
| 17 | Germania (bandiera)      | A     | Lucas Cueto          |

| N. |                     | Ruolo | Calciatore          |
| -- | ------------------- | ----- | ------------------- |
| 18 | Germania (bandiera) | D     | Daniel Brosinski    |
| 19 | Georgia (bandiera)  | A     | Budu Zivzivadze     |
| 20 | Germania (bandiera) | D     | Felix Irorere       |
| 21 | Germania (bandiera) | D     | Marco Thiede        |
| 22 | Austria (bandiera)  | D     | Christoph Kobald    |
| 24 | Germania (bandiera) | A     | Fabian Schleusener  |
| 26 | Germania (bandiera) | A     | Paul Nebel          |
| 27 | Italia (bandiera)   | A     | Stefano Marino      |
| 28 | Germania (bandiera) | D     | Marcel Franke       |
| 29 | Germania (bandiera) | P     | Max Weiß            |
| 31 | Germania (bandiera) | A     | Tim Rossmann        |
| 35 | Germania (bandiera) | P     | Marius Gersbeck     |
| 38 | Germania (bandiera) | C     | Tim Breithaupt      |
| 39 | Turchia (bandiera)  | C     | Efe-Kaan Sihlaroğlu |
| 40 | Serbia (bandiera)   | D     | Lazar Mirković      |

## Organigramma societario
Area tecnica
- Allenatore: Christian Eichner
- Allenatore in seconda: Zlatan Bajramović, Sirus Motekallemi
- Preparatore dei portieri: Markus Miller
- Preparatori atletici: Florian Böckler, Wendelin Wäcker, Wendelin Wäcker

## Calciomercato

### Sessione estiva
| Acquisti | Acquisti          | Acquisti           | Acquisti |
| R.       | Nome              | da                 | Modalità |
| -------- | ----------------- | ------------------ | -------- |
| D        | Stephan Ambrosius | Amburgo            |          |
| A        | Kelvin Arase      | Rapid Vienna       |          |
| D        | Florian Ballas    | Erzgebirge Aue     |          |
| D        | Luca Bolay        | Norimberga II      |          |
| P        | Kai Eisele        | Fortuna Düsseldorf |          |
| D        | Marcel Franke     | Hannover 96        |          |
| A        | Mikkel Kaufmann   | Amburgo            |          |
| A        | Paul Nebel        | Magonza            |          |
| A        | Simone Rapp       | Vaduz              |          |

| Cessioni | Cessioni        | Cessioni        | Cessioni |
| R.       | Nome            | a               | Modalità |
| -------- | --------------- | --------------- | -------- |
| D        | Jannis Rabold   | Schweinfurt 05  |          |
| P        | Niklas Heeger   | Dinamo Dresda   |          |
| C        | Nico Theisinger | Homburg         |          |
| D        | Robin Bormuth   | Paderborn       |          |
| C        | Benjamin Goller | Werder Brema    |          |
| A        | Philipp Hofmann | Bochum          |          |
| C        | Marc Lorenz     | Preußen Münster |          |

### Sessione invernale
| Acquisti | Acquisti        | Acquisti | Acquisti |
| R.       | Nome            | da       | Modalità |
| -------- | --------------- | -------- | -------- |
| A        | Budu Zivzivadze | Fehérvár |          |

| Cessioni | Cessioni     | Cessioni         | Cessioni |
| R.       | Nome         | a                | Modalità |
| -------- | ------------ | ---------------- | -------- |
| A        | Kelvin Arase | Ostenda          |          |
| D        | Luca Bolay   | Waldhof Mannheim |          |
| D        | Kilian Jakob | Erzgebirge Aue   |          |

## Risultati

### 2. Bundesliga

#### Girone di andata
| Arbitro: | Lechner |

|                                                                   |           |  |
| Muslija 56’ (rig.) Leipertz 65’ Justvan 68’ Platte 72’ Conteh 75’ | Marcatori |  |

| Arbitro: | Brand |

|                           |           |                                 |
| Wanitzek 63’ Kaufmann 65’ | Marcatori | 7’ Müller 32’ Atik 34’ Kwarteng |

| Arbitro: | Aarnink |

|          |           |                     |
| Ache 57’ | Marcatori | 66’ (rig.) Wanitzek |

| Arbitro: | Alt |

|                               |           |                         |
| Batmaz 32’ Rapp 84’ Cueto 87’ | Marcatori | 10’ Kinsombi 61’ Kutucu |

| Arbitro: | Bacher |

|  |           |                                                                     |
|  | Marcatori | 7’ Franke 14’ Nebel 43’ Gondorf 48’, 65’ Schleusener 78’ Breithaupt |

| Arbitro: | Haslberger |

|                      |           |  |
| Heise 18’ Batmaz 40’ | Marcatori |  |

| Arbitro: | Reichel |

|          |           |  |
| Reis 43’ | Marcatori |  |

| Karlsruhe 10 settembre 2022, ore 13:00 CEST 8ª giornata | Karlsruhe | 0 – 0 referto | Heidenheim | BBBank Wildpark (17 776 spett.)\| Arbitro: \| Exner \| |
| Arbitro:                                                | Exner     |               |            |                                                        |

| Arbitro: | Braun |

|               |           |              |
| Ujah 44’, 72’ | Marcatori | 54’ Wanitzek |

| Arbitro: | Kampka |

|                                        |           |  |
| Schleusener 45’ Heise 78’ Wanitzek 81’ | Marcatori |  |

| Arbitro: | Stieler |

|           |           |                              |
| Serra 52’ | Marcatori | 43’ Schleusener 54’ Wanitzek |

| Arbitro: | Sather |

|                 |           |                        |
| Schleusener 19’ | Marcatori | 49’ Pfeiffer 88’ Tietz |

| Arbitro: | Heft |

|  |           |                  |
|  | Marcatori | 8’, 22’ Peterson |

| Arbitro: | Waschitzki-Günther |

|              |           |  |
| Weydandt 56’ | Marcatori |  |

| Arbitro: | Burda |

|          |           |                                                 |
| Rapp 72’ | Marcatori | 16’ (aut.) Breithaupt 30’, 90’ Wriedt 67’ Reese |

| Arbitro: | Schröder |

|                      |           |  |
| Boyd 34’ Redondo 86’ | Marcatori |  |

| Arbitro: | Lechner |

|                                                |           |                                           |
| Schleusener 12’, 31’ Wanitzek 16’ Kaufmann 50’ | Marcatori | 24’, 35’ Eggestein 43’ Smith 61’ Daschner |

#### Girone di ritorno
| Arbitro: | Alt |

|  |           |              |
|  | Marcatori | 90’ Leipertz |

| Arbitro: | Braun |

|             |           |         |
| Elfadli 90’ | Marcatori | 3’ Jung |

| Arbitro: | Ittrich |

|                                  |           |                       |
| Wanitzek 36’ (rig.) Kaufmann 73’ | Marcatori | 21’ (aut.) Breithaupt |

| Arbitro: | Badstübner |

|  |           |                                         |
|  | Marcatori | 8’ Gondorf 52’ Kaufmann 73’ Schleusener |

| Arbitro: | Alt |

|              |           |  |
| Kaufmann 24’ | Marcatori |  |

| Arbitro: | Bauer |

|  |           |                               |
|  | Marcatori | 16’ (rig.) Wanitzek 25’ Nebel |

| Arbitro: | Stegemann |

|                                           |           |                  |
| Nebel 10’ Jensen 17’ Schleusener 32’, 89’ | Marcatori | 50’, 80’ Glatzel |

| Arbitro: | Braun |

|                                              |           |                         |
| Kleindienst 38’, 45’, 49’ Pick 62’ Sessa 88’ | Marcatori | 14’ Jensen 23’ Kaufmann |

| Arbitro: | Lechner |

|            |           |               |
| Jensen 68’ | Marcatori | 3’ Lauberbach |

| Arbitro: | Haslberger |

|                 |           |              |
| Duah 90’ (rig.) | Marcatori | 26’ Kaufmann |

| Arbitro: | Sather |

|                                                |           |                          |
| Rapp 63’ Wanitzek 70’ (rig.), 83’ Kaufmann 75’ | Marcatori | 9’ (rig.) Hack 80’ Lasme |

| Arbitro: | Aarnink |

|                    |           |                 |
| Manu 26’ Tietz 51’ | Marcatori | 11’ Schleusener |

| Arbitro: | Gerach |

|                                         |           |                        |
| Peterson 33’ Zimmermann 72’ de Wijs 90’ | Marcatori | 28’ Kaufmann 66’ Heise |

| Arbitro: | Alt |

|                             |           |            |
| Kaufmann 4’ Schleusener 12’ | Marcatori | 42’ Schaub |

| Arbitro: | Lechner |

|                                 |           |            |
| Skrzybski 17’ (rig.) Porath 69’ | Marcatori | 74’ Jensen |

| Arbitro: | Heft |

|                          |           |  |
| Zivzivadze 70’ Nebel 90’ | Marcatori |  |

| Arbitro: | Alt |

|              |           |                 |
| Paqarada 58’ | Marcatori | 45’ Schleusener |

### Coppa di Germania
| Arbitro: | Oldhafer |

|  |           |                                                                           |
|  | Marcatori | 12’, 14’, 41’ Schleusener 67’ Gondorf 72’ Batmaz 73’ Gordon 82’, 87’ Rapp |

| Arbitro: | Petersen |

|                                                         |                      |                                                             |
| Ambrosius 8’ (aut.) Žirov 44’                           | Marcatori            | 58’ (rig.) Wanitzek 72’ Breithaupt                          |
| Ochs Soukou Papela Bachmann Ritzmaier Đumić Höhn Kutucu | Tiri di rigore 8 – 7 | Wanitzek Gondorf Heise Breithaupt Rapp Kaufmann Choi Franke |

## Statistiche

### Statistiche di squadra
| Competizione      | Punti | In casa | In casa | In casa | In casa | In casa | In casa | In trasferta | In trasferta | In trasferta | In trasferta | In trasferta | In trasferta | Totale | Totale | Totale | Totale | Totale | Totale | DR  |
| Competizione      | Punti | G       | V       | N       | P       | Gf      | Gs      | G            | V            | N            | P            | Gf           | Gs           | G      | V      | N      | P      | Gf     | Gs     | DR  |
| ----------------- | ----- | ------- | ------- | ------- | ------- | ------- | ------- | ------------ | ------------ | ------------ | ------------ | ------------ | ------------ | ------ | ------ | ------ | ------ | ------ | ------ | --- |
| 2. Bundesliga     | 46    | 17      | 9       | 3       | 5       | 32      | 25      | 17           | 4            | 4            | 9            | 24           | 28           | 34     | 13     | 7      | 14     | 56     | 53     | +3  |
| Coppa di Germania | -     | 0       | 0       | 0       | 0       | 0       | 0       | 2            | 1            | 1            | 0            | 10           | 2            | 2      | 1      | 1      | 0      | 10     | 2      | +8  |
| Totale            | 46    | 17      | 9       | 3       | 5       | 32      | 25      | 19           | 5            | 5            | 9            | 34           | 30           | 36     | 14     | 8      | 14     | 66     | 55     | +11 |

### Andamento in campionato
| Giornata  | 1  | 2  | 3  | 4  | 5  | 6 | 7 | 8 | 9  | 10 | 11 | 12 | 13 | 14 | 15 | 16 | 17 | 18 | 19 | 20 | 21 | 22 | 23 | 24 | 25 | 26 | 27 | 28 | 29 | 30 | 31 | 32 | 33 | 34 |
| --------- | -- | -- | -- | -- | -- | - | - | - | -- | -- | -- | -- | -- | -- | -- | -- | -- | -- | -- | -- | -- | -- | -- | -- | -- | -- | -- | -- | -- | -- | -- | -- | -- | -- |
| Luogo     | T  | C  | T  | C  | T  | C | T | C | T  | C  | T  | C  | C  | T  | C  | T  | C  | C  | T  | C  | T  | C  | T  | C  | T  | C  | T  | C  | T  | T  | C  | T  | C  | T  |
| Risultato | P  | P  | N  | V  | V  | V | P | N | P  | V  | V  | P  | P  | P  | P  | P  | N  | P  | N  | V  | V  | V  | V  | V  | P  | N  | N  | V  | P  | P  | V  | P  | V  | N  |
| Posizione | 18 | 18 | 16 | 14 | 10 | 8 | 9 | 9 | 10 | 8  | 6  | 8  | 10 | 10 | 10 | 13 | 13 | 15 | 14 | 12 | 11 | 10 | 9  | 8  | 8  | 8  | 9  | 9  | 9  | 10 | 8  | 10 | 7  | 7  |

Legenda:

Luogo: C = Casa; T = Trasferta. Risultato: V = Vittoria; N = Pareggio; P = Sconfitta.

### Statistiche dei giocatori
| Giocatore        | 2. Bundesliga | 2. Bundesliga | 2. Bundesliga | 2. Bundesliga | Coppa di Germania | Coppa di Germania | Coppa di Germania | Coppa di Germania | Totale   | Totale | Totale      | Totale     |
| Giocatore        | Presenze      | Reti          | Ammonizioni   | Espulsioni    | Presenze          | Reti              | Ammonizioni       | Espulsioni        | Presenze | Reti   | Ammonizioni | Espulsioni |
| ---------------- | ------------- | ------------- | ------------- | ------------- | ----------------- | ----------------- | ----------------- | ----------------- | -------- | ------ | ----------- | ---------- |
| S. Ambrosius     | 18            | 0             | 5             | 1             | 1                 | 0                 | 0                 | 0                 | 19       | 0      | 5           | 1          |
| K. Arase         | 7             | 0             | 0             | 0             | 2                 | 0                 | 1                 | 0                 | 9        | 0      | 1           | 0          |
| F. Ballas        | 9             | 0             | 0             | 0             | 1                 | 0                 | 0                 | 0                 | 10       | 0      | 0           | 0          |
| M. Batmaz        | 20            | 2             | 1             | 0             | 2                 | 1                 | 0                 | 0                 | 22       | 3      | 1           | 0          |
| L. Bolay         | 1             | 0             | 0             | 0             | 0                 | 0                 | 0                 | 0                 | 1        | 0      | 0           | 0          |
| T. Breithaupt    | 22            | 1             | 2             | 0             | 2                 | 1                 | 0                 | 0                 | 24       | 2      | 2           | 0          |
| D. Brosinski     | 10            | 0             | 0             | 0             | 0                 | 0                 | 0                 | 0                 | 10       | 0      | 0           | 0          |
| K. Choi          | 11            | 0             | 1             | 0             | 1                 | 0                 | 0                 | 0                 | 12       | 0      | 1           | 0          |
| L. Cueto         | 21            | 1             | 2             | 0             | 1                 | 0                 | 0                 | 0                 | 22       | 1      | 2           | 0          |
| K. Eisele        | 2             | 0             | 0             | 0             | 0                 | 0                 | 0                 | 0                 | 2        | 0      | 0           | 0          |
| M. Franke        | 30            | 1             | 10            | 1             | 2                 | 0                 | 1                 | 0                 | 32       | 1      | 11          | 1          |
| M. Gersbeck      | 31            | 0             | 0             | 0             | 1                 | 0                 | 0                 | 0                 | 32       | 0      | 0           | 0          |
| J. Gondorf       | 32            | 2             | 5             | 1             | 2                 | 1                 | 0                 | 0                 | 34       | 3      | 5           | 1          |
| D. Gordon        | 16            | 0             | 0             | 0             | 1                 | 1                 | 0                 | 0                 | 17       | 1      | 0           | 0          |
| P. Heise         | 32            | 3             | 4             | 0             | 2                 | 0                 | 1                 | 0                 | 34       | 3      | 5           | 0          |
| F. Irorere       | 0             | 0             | 0             | 0             | 0                 | 0                 | 0                 | 0                 | 0        | 0      | 0           | 0          |
| K. Jakob         | 3             | 0             | 0             | 0             | 0                 | 0                 | 0                 | 0                 | 3        | 0      | 0           | 0          |
| L. Jensen        | 19            | 4             | 5             | 0             | 1                 | 0                 | 0                 | 0                 | 20       | 4      | 5           | 0          |
| S. Jung          | 25            | 1             | 4             | 0             | 0                 | 0                 | 0                 | 0                 | 25       | 1      | 4           | 0          |
| M. Kaufmann      | 30            | 10            | 5             | 0             | 2                 | 0                 | 1                 | 0                 | 32       | 10     | 6           | 0          |
| C. Kobald        | 17            | 0             | 3             | 0             | 0                 | 0                 | 1                 | 0                 | 17       | 0      | 4           | 0          |
| S. Marino        | 0             | 0             | 0             | 0             | 0                 | 0                 | 0                 | 0                 | 0        | 0      | 0           | 0          |
| L. Mirković      | 0             | 0             | 0             | 0             | 0                 | 0                 | 0                 | 0                 | 0        | 0      | 0           | 0          |
| P. Nebel         | 32            | 4             | 7             | 0             | 2                 | 0                 | 0                 | 0                 | 34       | 4      | 7           | 0          |
| D. O'Shaughnessy | 0             | 0             | 0             | 0             | 0                 | 0                 | 0                 | 0                 | 0        | 0      | 0           | 0          |
| S. Rapp          | 28            | 3             | 0             | 0             | 2                 | 2                 | 0                 | 0                 | 30       | 5      | 0           | 0          |
| T. Rossmann      | 13            | 0             | 0             | 0             | 0                 | 0                 | 0                 | 0                 | 13       | 0      | 0           | 0          |
| F. Schleusener   | 33            | 13            | 2             | 0             | 2                 | 3                 | 0                 | 0                 | 35       | 16     | 2           | 0          |
| E. Sihlaroğlu    | 0             | 0             | 0             | 0             | 0                 | 0                 | 0                 | 0                 | 0        | 0      | 0           | 0          |
| M. Thiede        | 23            | 0             | 1             | 0             | 2                 | 0                 | 1                 | 0                 | 25       | 0      | 2           | 0          |
| M. Wanitzek      | 34            | 10            | 4             | 0             | 2                 | 1                 | 1                 | 0                 | 36       | 11     | 5           | 0          |
| M. Weiß          | 1             | 0             | 0             | 0             | 1                 | 0                 | 0                 | 0                 | 2        | 0      | 0           | 0          |
| B. Zivzivadze    | 10            | 1             | 0             | 0             | 0                 | 0                 | 0                 | 0                 | 10       | 1      | 0           | 0          |